# Saxo (pel·lícula)
Saxo és una pel·lícula francesa dirigida per Ariel Zeitoun i estrenada el 1988.

## Sinopsi
El director d'una discogràfica està a les portes de la fallida. Coneix dos músics, un saxofonista (Joe) i la seva germana (Puppet), cantant i guitarrista, que llançarà amb èxit. Però Puppet serà assassinada.

## Repartiment
- Gérard Lanvin : Sam Friedman
- Akosua Busia : Puppet
- Richard Brooks : Joe
- Laure Killing : Esther
- Roland Blanche : Raphaël Scorpio
- Clément Harari : Tonia
- Erick Desmarestz : Comissari Brami
- Thomas M. Pollard : El manager
- James Arch : Frank
- Arièle Zeïtoun : Corinne
- Jany Holt : Meicha
- Bernard Farcy : Moska
- Guillaume Locussol : Un infant

## Estrena
La pel·lícula va aconseguir vendre 125.363 entrades a 37 sales en 8 setmanes d'exclusivitat a París.